# Dysstroma confluens
Dysstroma confluens är en fjärilsart som beskrevs av Müller 1931. Dysstroma confluens ingår i släktet Dysstroma och familjen mätare. Inga underarter finns listade i Catalogue of Life.